# Observatoire de Vartiovuori
L'Observatoire de Vartiovuori (finnois : Vartiovuoren tähtitorni) est un ancien observatoire astronomique situé au centre de Turku en Finlande,.

## Description
L'observatoire est construit pour l'Académie royale d'Åbo en 1819.
Conçu par Carl Ludvig Engel dans le  style néoclassique il a de grandes ressemblances avec l'ancien observatoire de l'université d'Helsinki et avec l'Observatoire de Poulkovo de Saint-Pétersbourg. 
Le bâtiment est bâti sur la colline de Vartiovuori à proximité de la  cathédrale et  de la rivière Aura.

## Galerie

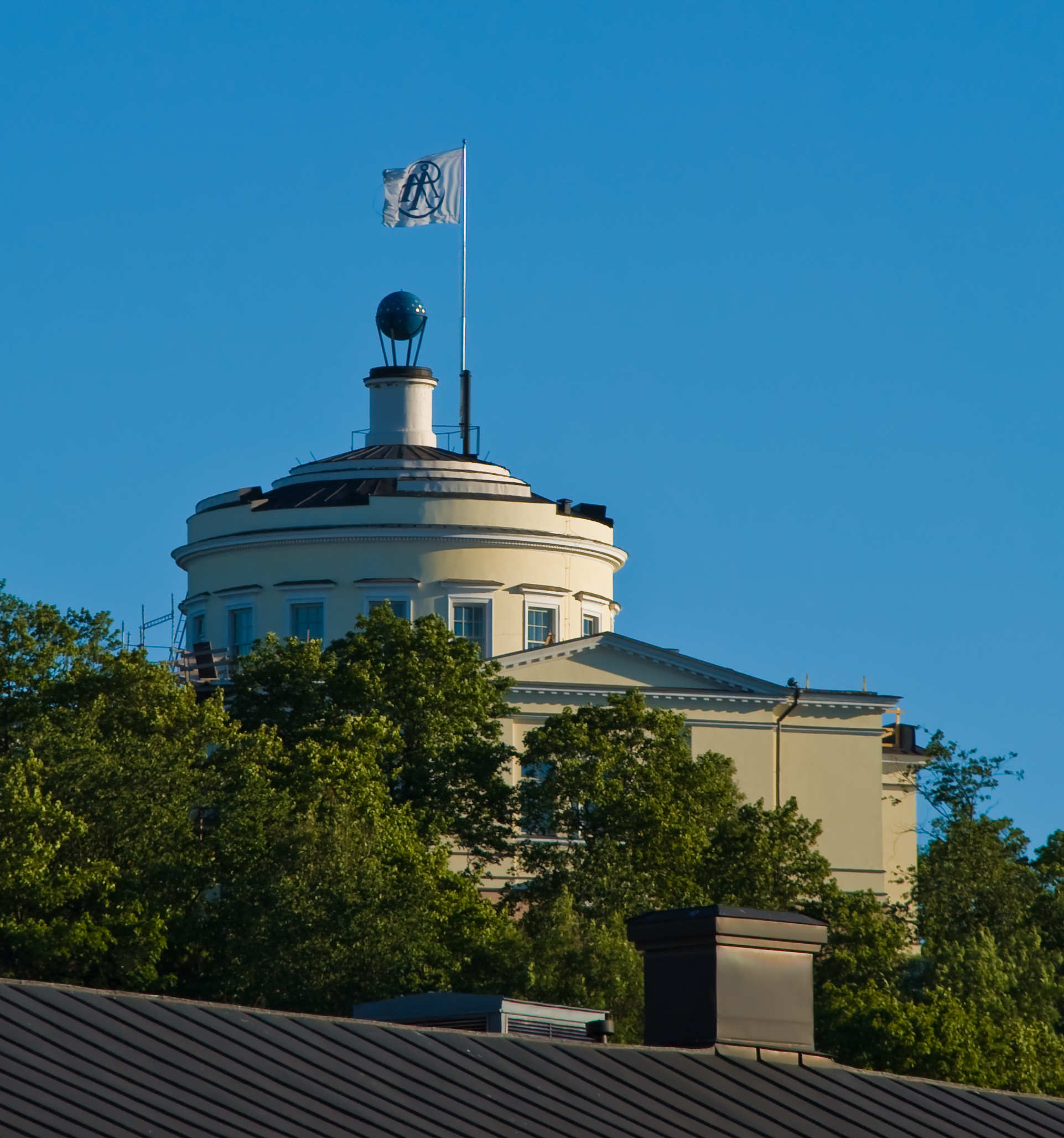
La tour de l'observatoire.
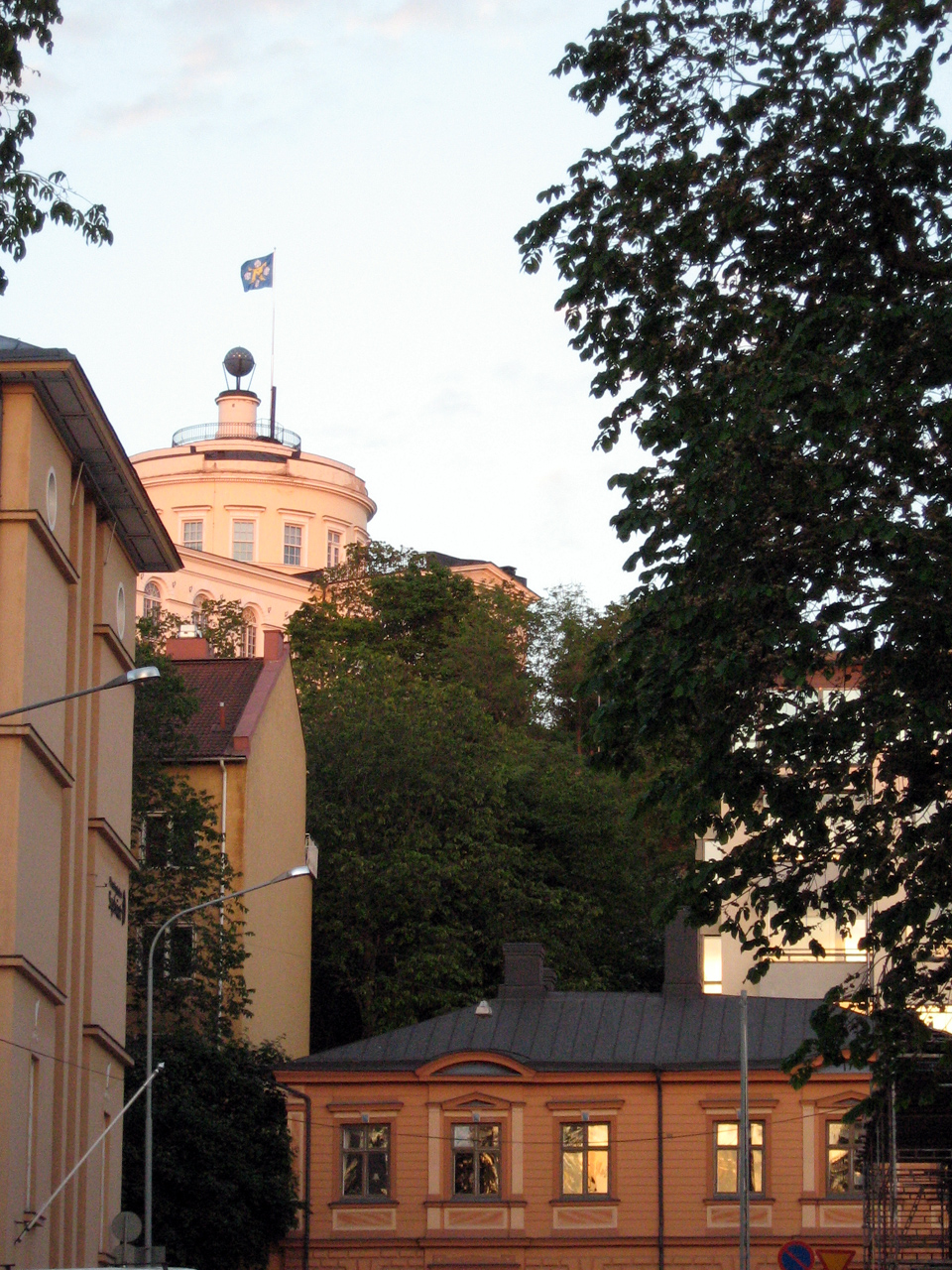
L'observatoire.
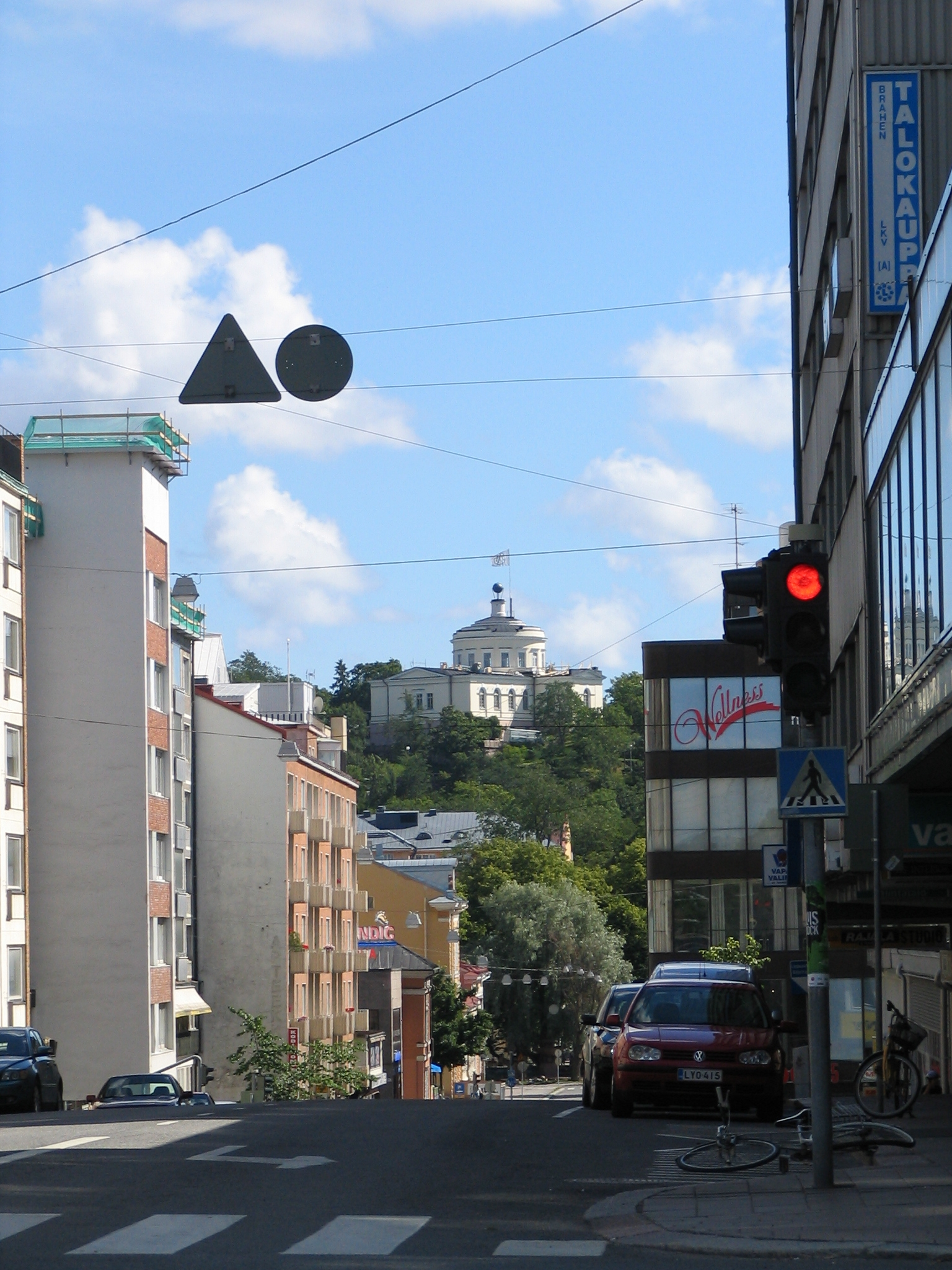
L'observatoire vu de la place puutori.
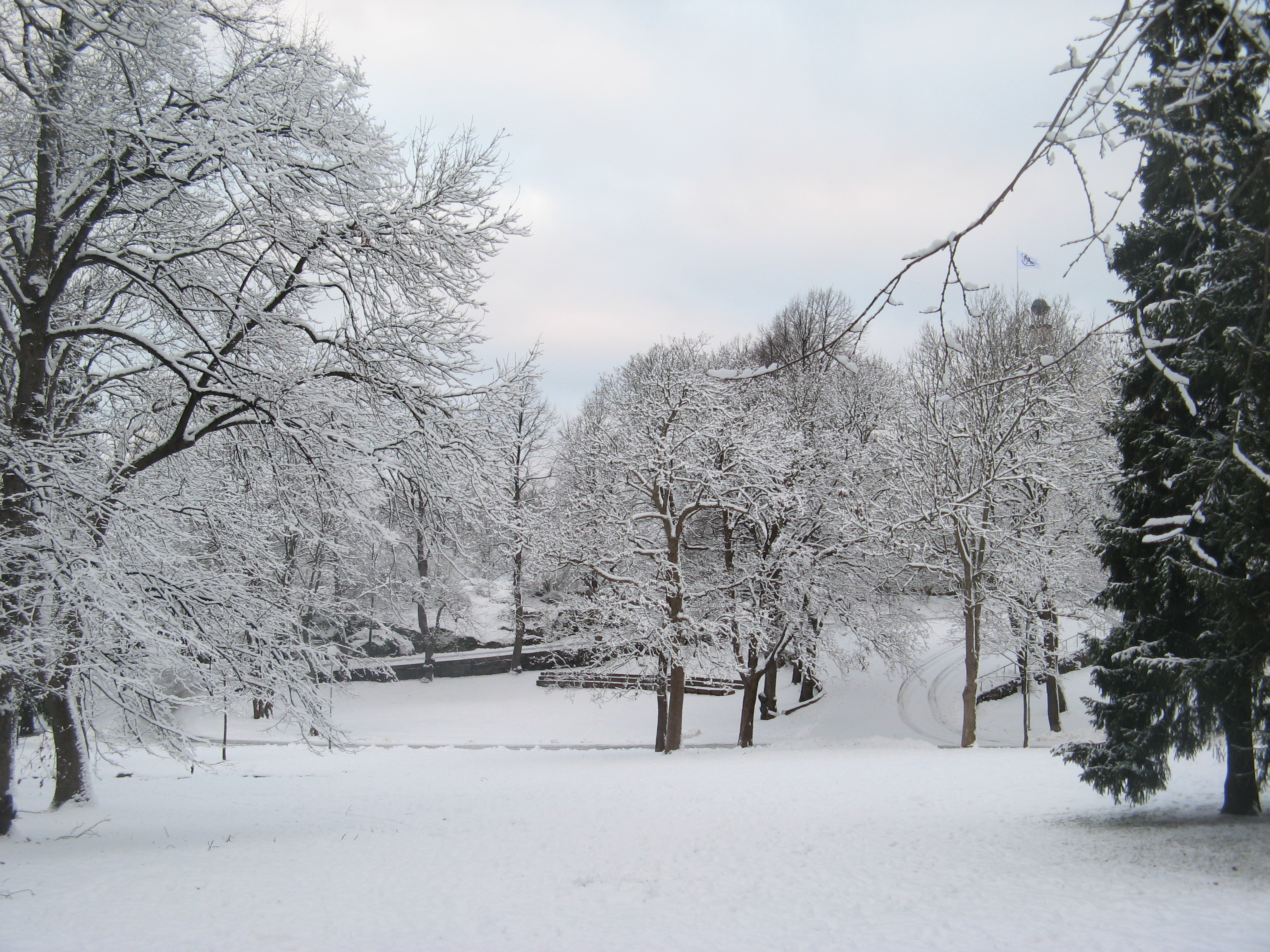
Le parc de l'observatoire.